# スウェーデン領ポメラニア

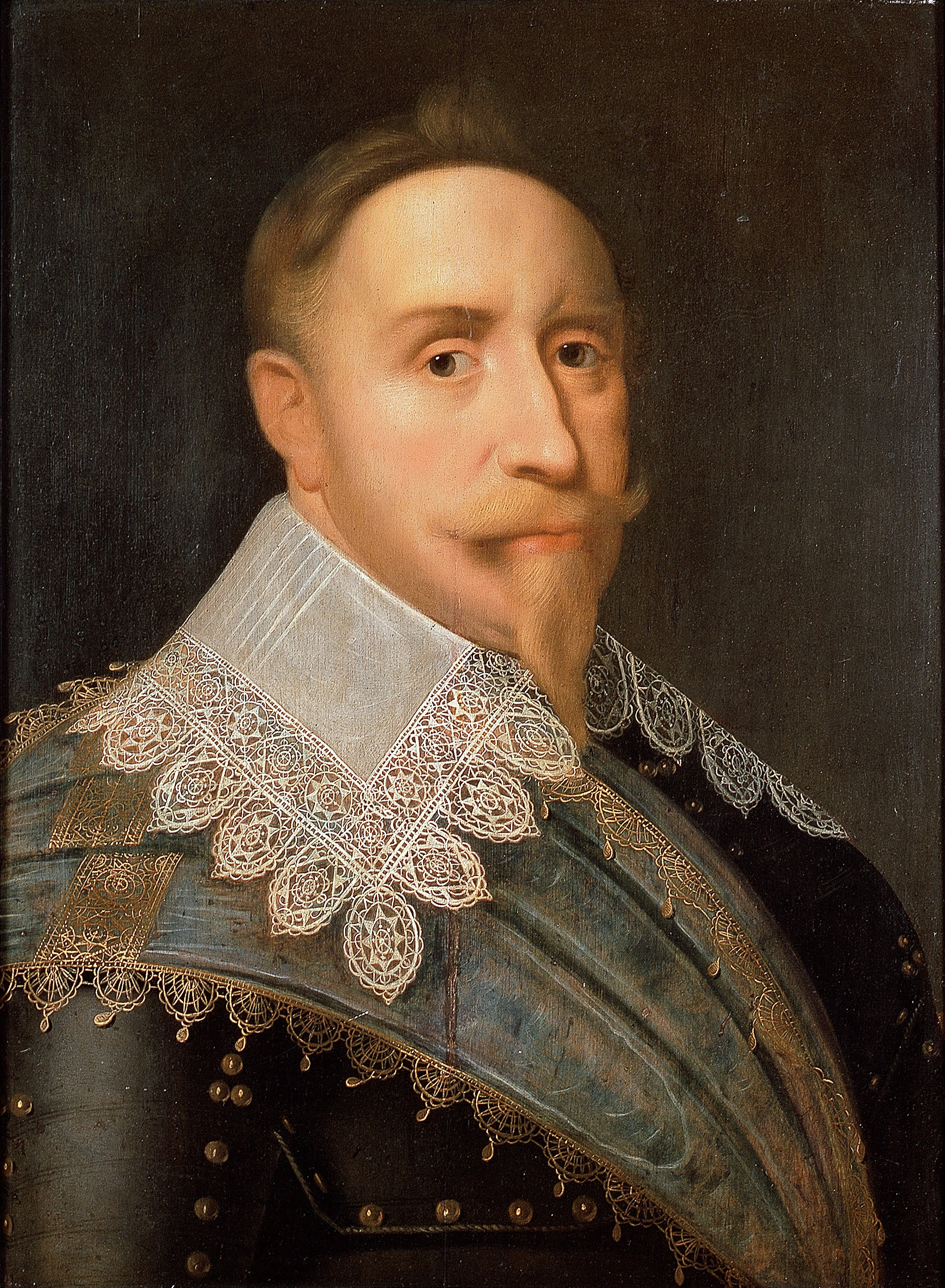
グスタフ2世アドルフ

スウェーデン領ポメラニア
Svenska Pommern (スウェーデン語)
Schwedisch Pommern (ドイツ語)

1658年のスウェーデンにおけるポメラニア（オレンジ色）

スウェーデン領ポメラニア（スウェーデンりょうポメラニア、スウェーデン語: Svenska Pommern、ドイツ語: Schwedisch Pommern）は、1630年から1815年にかけて現在のドイツとポーランドに跨るバルト海沿岸にあったスウェーデン王国の属領である。
ポーランドとの戦争と三十年戦争の後、スウェーデンはポメラニアとリヴォニア並びにプロシアの一部を含む、バルト海南岸の広範な地域の支配権（ドミニウム・マーリス・バルティキ）を確保した。

## 概要
1628年からポメラニアのシュトラールズントに守備隊を置いていたスウェーデンは、1630年のシュテッティーン条約でポメラニア公国の実効的支配権を獲得した。
また1648年のヴェストファーレン条約と1653年のシュテッティーン条約でリューゲン島、ウーゼドム島、ヴォリン島と東ポメラニア（ドイツ語:Hinterpommern、ヒンターポンメルン）の一部を含む西ポメラニア（Vorpommern、フォアポンメルン）を得る。
これらの和約はスウェーデン女王クリスティーナが幼少の頃に協議され、スウェーデン帝国の統治は高位の貴族が執り行っていた。その結果、ポメラニアはフランスの獲得領土と異なりスウェーデンに併合されなかった。なぜなら、そこでは1616年の農民法が最も厳格に適用されており、併合が農奴制の廃止を意味したからである。代わりに同地は神聖ローマ帝国の一部として残り、スウェーデンの統治者は帝国諸侯の一人となり、貴族層は所領とその住民に対する責任の全てを引き続き負うことになった。
スウェーデン領ポメラニアの貴族層は17世紀後半、国王が政治力を回復した際に権限縮小の対象となった一方、ヴェストファーレン条約の諸条項は1806年、神聖ローマ帝国が解体されるまでポメラニアにおけるスウェーデンの統合政策の実施を阻止し続けている。
1679年、スウェーデンはオーダー川以東の所領のほとんどをサン＝ジェルマン＝アン＝レー条約で喪失し、1720年にはストックホルム条約でペーネ川以南、並びにペーネシュトローム以東の領土を失った。これらの地域はブランデンブルク＝プロイセンに割譲され、ブランデンブルク領ポンメルンに併合されたのである。
同年のフレゼリクスボー条約でスウェーデンは、1715年にデンマークに奪われた属領の残りを取り戻す。そして1814年、ナポレオン戦争の結果として、スウェーデン領ポメラニアはノルウェーと引き換えにキール条約でデンマークに割譲された。
同地は1815年、ウィーン会議の帰結としてプロイセンに移譲された。

## 地理
スウェーデン領ポメラニアで最も大きな諸都市はシュトラールズント、グライフスヴァルト、そして1720年まではシュテッティーン（現在のシュチェチン）であった。リューゲン島は現在、ドイツで最大の島である。

## 三十年戦争中の拡張
ポメラニアは1620年代、三十年戦争に巻き込まれ、同地の支配者であるシュテッティーン公ボギスラフ14世は1628年6月、攻囲下のシュトラールズントにおいてスウェーデン国王グスタフ2世アドルフと条約を結んだ。1630年7月10日、この条約はシュテッティーン条約で「恒久的な」同盟に発展する。同年末、スウェーデン軍はポメラニアの軍事占領を完遂した。グスタフ2世アドルフは同地の実質的な支配者となったこの時から、グリムニッツ条約に基づいてブランデンブルク選帝侯フリードリヒ・ヴィルヘルムが保持していたポメラニアの継承権が確認されたにも拘わらず、ブランデンブルク辺境伯領に皇帝フェルディナント2世との断交を要求する。1634年、ポメラニアの身分制議会は8名から構成される理事会に暫定的な統治権を譲渡した。それは1638年、ブランデンブルクが神聖ローマ帝国の任免権に基づいて理事会に解散を命じるまで存続した。
この結果、ポメラニアは無政府状態に陥り、スウェーデン軍は行動を強いられる。1641年にはシュテッティーン（シュチェチン）から評議会（「コンキリウム・スタートゥス」）が、1648年の和約によってスウェーデンに有利なように同地の権利が調停されるまで、統治を主導した。オスナブリュックにおける和平協議で、ブランデンブルク＝プロイセンはポメラニア公国の一部である東ポメラニア（ヒンターポンメルン）のオーダー川以東を、シュテッティーンを除いて獲得する。ダム、ゴルノウを含むオーダー川東岸の一帯、ヴォリン島並びにリューゲン島とウーゼドム島を含む西ポメラニア（フォアポンメルン）は皇帝フェルディナント3世から封土としてスウェーデンに与えられた。1653年のシュテッティーンにおける調停で、ブランデンブルクとの国境はスウェーデンに有利なように定められた。トレーベル川とレックニッツ川に沿うメクレンブルクとの国境も、1691年に確定した。

## 政体と統治

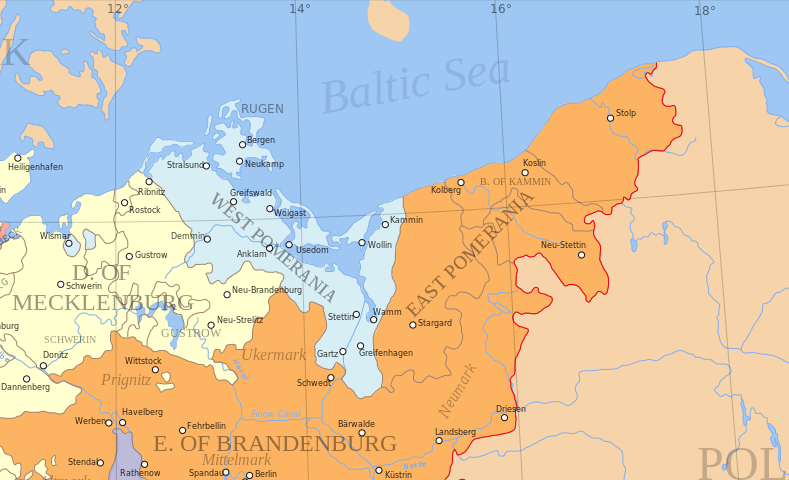
かつてのポメラニア公国（中央）は1653年のシュテッティーン条約でスウェーデンとブランデンブルクに分割された。スウェーデン領ポメラニア（「西ポメラニア」）は青で、ブランデンブルク領ポンメルン（「東ポメラニア」）はオレンジで示されている。

ポメラニアの貴族層は社会の下層を占めていた農奴に対してしっかりと確立し、広範な特権を有していた。18世紀末でもなお、農奴は地方人口の2/3を構成していたのである。貴族が所有していた領地は管区と、国土の1/4を占め、アムトに分割されていた王領に分かれていた。
スウェーデン領ポメラニアにおける騎士領（Rittergut、リッターグート）の1/4は、スウェーデン人の貴族が治めていた。公領（Domäne、ドメーネ）は当初、その2/3をスウェーデン人の貴族と、残りを官人が占めていたが1654年に先代のスウェーデン女王、クリスティーナが統治することになった。スウェーデン人とポメラニア人の貴族層は通婚し、18世紀中には民族的に区別がつかなくなる。スウェーデン王国におけるポメラニアの地位は、ポメラニアの身分制議会とスウェーデン政府の協議に左右されるようになる。それは1663年7月17日に統治制度が提示（公布は1669年4月10日の合意による）されるまで成果に乏しく、ポメラニアの身分制議会がスウェーデン国王に自らの新しい支配者として表敬したのは1664年になってからのことであった。
ポメラニアの王立政府（Königliche Landesregierung、ケーニクリヒェ・ランデスレギールンク）は常にスウェーデンの枢密院議長でもあった総督を5名の評議員の主席とし、その中には上訴裁判所の総裁、シュテッティーン要塞司令たる総督と王立警察区の総監が含まれていた。必要に応じて身分制議会、貴族、市民と1690年までは聖職者も、「ラントターク」と呼ばれる地方議会に招集された。貴族は一地方につき一名の代理人が代表となった。これらの代理人は、同様に担当する地方の貴族議会によって権限を与えられていた。市民階級は、例えばシュトラールズントのように政治的特権を与えられた一都市につき一名の代理人が構成した。このラントタークの議長を務めたのは法務官（Erb-landmarschall、エアプ＝ラントマーシャル）である。議会の第三の構成員は、当初は十名、後に五名となった地方議員であり、彼らは身分制議会の指名に続いてポメラニア王立政府から任命された。ラントタークの議員はスウェーデン政府との調停を行い、政体を監督する地方議会を形成したのである。
ポメラニアの諸公の間で大きな権限を行使した身分制議会は、1663年の政体によってポメラニアに影響が及ぶ限り拒否権を与えられていたにも拘らず、スウェーデンに重要な影響を及ぼすことができなかった。しかし、その請願の権利は制限を受けず、1720年にスウェーデン国王フレドリク1世が与えた特権によって立法と課税に参加する権利も付与されている。
シュトラールズント、シュテッティーン、グライフスヴァルト及びアンクラムの諸都市には自主的な司法権が与えられていた。

## 法制度
ポメラニアの法制度は、首尾一貫した立法権どころか最も基本的な法典が欠如していた上、共通点のない様々な法理に従って運用されていたため、大いに混乱していた。スウェーデンの支配は、何はともあれ少なくとも法の支配を裁判制度にもたらす。1655年以降、申し立ては初審裁判所からグライフスヴァルト（1665年から1680年はヴォルガスト）の上訴裁判所に上告できるようになり、そこではダーヴィット・メヴィウスが主導した1672年の上訴法に基づき判決が下された。カノン法に従う案件はグライフスヴァルトの法院に回された。案件は上訴裁判所から、1653年に開設されドイツにおけるスウェーデン領の最高法院であった、ヴィスマールの大審裁判所へ上告することができた。

## 第二次北方戦争とスコーネ戦争
第二次北方戦争中の1657年から1659年、ポーランド、オーストリアおよびブランデンブルク各国の軍がこの領土を荒らした。スコーネ戦争中の1675年から1679年にかけてはデンマークが領域を占領し、その際にデンマークはリューゲン島を、ブランデンブルクはポメラニアの残りの土地を獲得する。1693年に支払われるまで、ブランデンブルクが賠償金の担保として保持したゴルノウ並びにオーダー川東岸の土地を除き、1679年のサン＝ジェルマン＝アン＝レー条約でスウェーデン領ポメラニアがスウェーデンに返還されると、これらの戦役は無駄となる。
ポメラニアはすでに三十年戦争で著しく荒廃しており、続く数年の間に復興することが困難であったため、スウェーデン政府は1669年から1689年にかけて制令（Freiheitspatent、フライハイツパテント）を布告し、家屋を新築・再建した者の租税を免除した。これらの制令は頻繁に変更されたものの、1824年まで有効であった。

## 大北方戦争中の領域の変遷
大北方戦争は最初の数年間、ポメラニアに影響を及ぼさなかった。1714年にデンマーク、ロシアとポーランド各国の軍が国境を越えた後でさえ、プロイセンは侵攻に転じるまでの間、当初はためらい勝ちな仲裁国として振る舞っていたのである。スウェーデン国王カール12世はシュトラールズントの戦いにおいて1714年11月から1715年12月の一年間、ルンドに退避するまでポメラニアの防戦を指揮した。デンマーク軍はリューゲン島並びに西ポメラニアのペーネ川以北（後にノイフォアポンメルンとして知られるようになるデンマークの旧領、リューゲン公領）を奪取した一方、後にアルトフォアポンメルンと呼ばれるその川の以南はプロイセン軍が攻略した。
デンマーク領ポメラニアは1716年4月から、シュトラールズントに置かれた五名の構成員による委員会が統治することになる。スウェーデンの統治とは対照的に、同委員会は司法と行政の権利をどちらも行使した。デンマークはその際、同国が1712年から1715年にかけて占領したブレーメン＝フェルデン公領での経験に基づいて官庁を設置し、デンマーク＝ノルウェー国王フレゼリク4世の治世において絶対王政を敷く。この委員会は代官のフィリップ・ユリウス・フォン・プラーテン（後にエマヌエル・フリードリヒ・フォン・ケーチャウ）、顧問のハインリヒ・ベルンハルト・フォン・ケンプファーベック、J・B・ホーエンミューレとペーター・フォン・ティーネン並びに長官秘書のアウグスト・J・フォン・ヨーンが構成していた。1720年にケンプファーベックが没すると、アンドレアス・ボーイェが後任となっている。
1720年6月3日のフレゼリクスボー条約によって、デンマークは占領したスウェーデン領の返還を義務付けられたが、同年1月21のストックホルム条約でプロイセンはシュテッティーンを含む征服地の保持を認められた。これによってスウェーデンは、1648年に獲得したオーダー川以東と西ポメラニアのペーネ川以南、そしてヴォリン島とウーゼドム島をプロイセンに割譲したのである。
デンマークは1721年1月17日、そのポメラニアの領土をスウェーデンに返還した。デンマーク時代の統治記録はコペンハーゲンに運ばれており、デンマーク国立古文書館で閲覧できる。

## 七年戦争
失地の回復に向けたスウェーデンの熱心とは言えない試みは、七年戦争中のポメラニア戦役（ポメラニア戦争、1757年-1762年）において失敗した。スウェーデン軍は同盟していたフランスやロシアの軍と協調しようと尽力し、プロイセン領ポンメルンへの侵攻として開始されたこの戦いは、間もなくプロイセン軍によるスウェーデン領ポメラニアの大部分の占領に繋がった。1762年にロシアがプロイセンと講和すると、スウェーデンも戦争前の原状復帰と引き換えに戦争から脱落する。この戦争におけるスウェーデンの不甲斐ない働きは、その国際的な威厳をさらに毀損した。

## 土壇場の統合

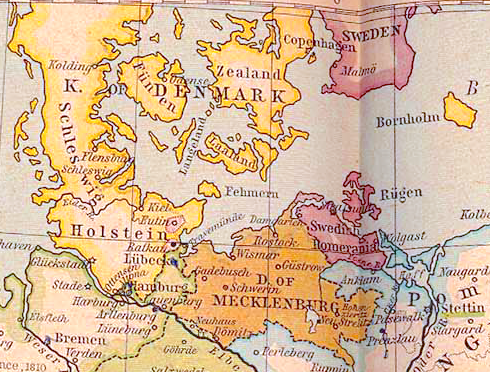
1812年のスウェーデン領ポメラニア（中央の右側）

1806年6月26日の勅令によって、ポメラニアの政治体制の停止と廃止が宣言された。1772年の政治体制、1789年の統合・国防法と1734年の法律がこれに優先することが宣言され、1808年9月1日から履行されることとされた。国王がこのクーデターを承認した理由は、勅令による禁止にも拘らず諸身分が欽定の法規、とりわけポメラニアのラントヴェーアの編成に関する1806年4月30日の法律に抗議して法廷に訴え出たことにあった。国王グスタフ4世アドルフは新しい勅令の中で、省庁に分かれた統治制度の導入を試みた。スウェーデンの教会法も導入された。国土はスウェーデン式の行政モデルに従い、（ソッケン）という区分を含む、四つの行政区画（ヘレー）に分割された。ポメラニアの身分制議会は、特にポメラニアとリューゲン島に関わる問題がある時でなければ招集されなかった。ラントタークの新体制はスウェーデンの身分制議会を規範とし、それに基づく会議も1806年8月に開催され、国王に忠誠を宣言し、支配者として歓呼している。この革命に続いて、数々の社会改革が実行・計画された。最も重要なのは、1806年7月4日の欽定法による農奴制の廃止である。
同じく1806年、グスタフ4世アドルフはポメラニアで新しい大規模な港湾都市、グスタヴィアの建設を開始させた。しかし早くも1807年には、フランス軍が現場を占領している。

## ナポレオン戦争中の喪失
スウェーデンが初めてナポレオンと戦い、敗れることになった1805年の第三次対仏大同盟への参加は、1807年から1810年にかけてフランス軍によるスウェーデン領ポメラニアの占領に繋がった。1810年にパリ条約が調印に至ると、この領域はスウェーデンに返還される。1812年にフランス軍が再びポメラニアへ進軍すると、スウェーデン軍はナポレオンに抗して動員をかけ、1813年のライプツィヒの戦いでロシア軍、プロイセン軍とオーストリア軍を支援した。またスウェーデンはデンマークにも侵攻し、1814年のキール条約によってノルウェーと引き換えにポメラニアをデンマークに割譲する。
スウェーデン領ポメラニアの命運はウィーン会議の間に、1815年6月4日にプロイセンとデンマーク、そして6月7日にプロイセンとスウェーデンが結んだ条約によって決した。この方策によってプロイセンはわずか十四年前にハノーファー領であり、東フリースラントと交換したばかりのザクセン＝ラウエンブルクをデンマークに譲り、引き換えにスウェーデン領ポメラニアを獲得したのである。続いて東フリースラントは、再びハノーファーに割譲された。また、デンマークはプロイセンから二百六十万ターラーを受け取った。戦災を被ったスウェーデンには三百五十万ターラーが贈られる。「スウェーデン領ポメラニア」は「ノイフォアポンメルン」（Neuvorpommern）としてプロイセンのポンメルン州に併合された。

## 人口
スウェーデン領ポメラニアの人口は1764年、臣民82,827名（農村人口58,682名、都市人口24,145名。人口の40%は農奴である）であった。1766年には89,000名、1802年には113,000名であり、その約1/4はリューゲン島に居住していた。そして1805年には118,112名（農村人口79,087名、都市人口39,025名。農村人口のうち46,190名は農奴である）に達している。

## 総督の一覧
参考文献:
- ステン・スヴァンテソン・ビールケ（英語版）（1633年-1638年）
- ヨハン・バネール（英語版）（1638年-1641年）
- レンナート・トルステンソン（1641年-1648年）
- カール・グスタフ・ヴランゲル（英語版）（1648年-1652年）
- アクセル・リーリエ（英語版）（1652年-1654年）
- アルヴィト・ヴィッテンベルク（英語版）（1655年-1656年）
- カール・グスタフ・ヴランゲル（1656年-1676年）
- オットー・ヴィルヘルム・フォン・ケーニヒスマルク（英語版）（1679年-1687年）
- ニルス・ビールケ（英語版）（1687年-1698年）
- ユルゲン・メリーン（ドイツ語版）（1698年-1711年）
- マウリッツ・フェリンク（ドイツ語版）（1711年-1713年）
- ヨハン・アウグスト・フォン・マイヤーフェルト（ドイツ語版）（1713年-1747年）
- アクセル・フォン・レーヴェン（ドイツ語版）（1748年-1767年）
- ハンス・ヘンリク・フォン・リーヴェン（ドイツ語版）（1767年-1772年）
- フレドリク・カール・シンクレア（ドイツ語版）（1772年-1776年）
- フレドリク・ヴィルヘルム・フォン・ヘッセンシュタイン（英語版）（1776年-1791年）
- エーリク・ルート（英語版）（1792年-1795年）
- フィリップ・ユリウス・フォン・プラーテン（ドイツ語版）（1796年-1800年）
- ハンス・ヘンリク・フォン・エッセン（英語版）（1800年-1812年）
- ヨハン・アウグスト・サンデルス（英語版）（1812年-1815年）
- ヴィルヘルム・マルテ・ツー・プットブス（英語版）（1815年）

### デンマークの総督（1715年-1721年）
- フランツ・ヨアヒム・フォン・デーヴィッツ（ドイツ語版）（1715年-1719年[17]）
- ヨープスト・フォン・ショルテン（ドイツ語版）（1719年-1721年[11]）

### フランスの総督（1807年-1813年）
- ギヨーム＝マリ＝アンヌ・ブリューヌ（1807年8月[16]）
- ガブリエル・ジャン・ジョセフ・モリトア（英語版）（1807年10月[16]）
- ジャック・ラザール・サヴァティエ・デュ・コンドラス（フランス語版）（1807年11月-1808年3月[16]）
- ジョセフ・モラン（フランス語版）（1812年-1813年[16]）

## 典拠

### 文献
- Andreas Önnerfors: Svenska Pommern: kulturmöten och identifikation 1720-1815. Lund, 2003 (Pdfとして閲覧可能なスウェーデン語の論文)